# カベポスター
カベポスターは、吉本興業所属のお笑いコンビ。2014年結成。NSC大阪校36期生。第43回ABCお笑いグランプリ王者。M-1グランプリ2022・2023ファイナリスト。

## メンバー
永見 大吾（ながみ だいご、1989年12月19日 - ）（35歳）
ボケ・ネタ作り担当、立ち位置は向かって左。
- 身長186 cm、血液型O型[1]。
- 小学校3年生まで奈良県生駒市で育ち、以後は三重県名張市で暮らす[2]。三重県立名張西高等学校を経て、三重大学工学部を1年留年後に卒業[3]。
- 父はモリテックスチールの元会長[4]。姉と妹がいる[5]。
- 趣味は音楽鑑賞、ダーツ（3投のうち1投はブルに当たる）、ダーツ鑑賞。
- 特技はプログラミング、ホームページの作成（iモード）、「どんな大喜利のお題を出されてもあらかじめ書いた答え10個のうちから答えられる」。
- 好きなアーティストはthe pillows[6]。
- 幼少期に内村プロデュース（テレビ朝日）を見てお笑いに興味を持った[7]。
- 現在の芸風とは違い、小学校低学年の頃は吉本新喜劇の影響で変顔をして笑わせるような子供だった[2]。
- 大喜利が得意で、芸人になる前に『着信御礼!ケータイ大喜利』（NHK総合）にて「メスシリンダ～」という名で投稿していた（当時の段位はメジャー五段）[8][注 1]。また、NSC入学後に『吉田たちのオンスト』内の大喜利コーナーにも「みーなが」として投稿し、勝利を納め番組ステッカーを手に入れている[9]。『IPPONグランプリ』（フジテレビ）にも「走るパン屋」名義で投稿しており、非売品のUSBなどのグッズを入手した[10][注 2]。NSC時代は木村祐一による大喜利の授業で高得点を獲得していた[5]。
- 携帯大喜利サイト「ぷりぷり王国」に「走るパン屋」名義で参加。2008年第2期のチャンピオンとなる。
- 同期の真輝志とは仲が良く、一時期「親友」と呼んでいた。
- 憧れている芸人はさまぁ〜ず[11]。

浜田 順平（はまだ じゅんぺい、1987年4月28日 - ）（38歳）
ツッコミ担当、立ち位置は向かって右。
- 身長175 cm、血液型B型[1]。
- ニックネームは「にゅんたん」[12]。
- 大阪府大阪市阿倍野区出身[2]。清風高等学校を経て、大阪市立大学法学部を1年留年後に卒業[3]。
- 弟と妹がいる[5]。
- 趣味は読書、野球観戦（特にメジャーリーグ）、競馬。
- 特技は野球、登山。
- ももいろクローバーZとサザンオールスターズが好き。
- 幼少期は悪事を働く子供を注意したり、教師に報告したりする正義感の強い子供だった[5]。
- 中学時代は野球部に所属していたが、一度も勝ったことがない。
- 高校は進学校で、野球部がなかったため部活には所属していなかったが、野球部に憧れて丸刈りにしていた。クラスに友達が少なく、友人2人と教室の隅で『M-1グランプリ』の話などをしていた。そのうちの1人は落語家の桂華紋である[2]。
- 大学時代はユースホステル部に所属。また、フィジー諸島への留学や日本一周などを経験した[2]。
- 大学時の将来の夢は『日立 世界・ふしぎ発見!』（TBSテレビ）のミステリーハンターだった。実際にTBSへ直接電話したことがあり、日立製作所の一次面接にも通っている。
- トヨタ自動車に就職するも、心身に余裕がなくなり、1年半で退社しNSCに入学[13][2]。
- 熊元プロレス（紅しょうが）、真輝志（きんめ鯛）とルームシェアをしていた[14]。
- 2年後輩のますみ（天才ピアニスト）とは生年月日が全く一緒の同い年である。

## 略歴
両者ともNSC大阪校36期出身。NSC在学中に会話したことはほとんどなかったが、お互いのことは面白いと感じていたため印象に残っていた。その後は別々のコンビで活動していたが、永見はきつめのツッコミが自分に合わないと感じており、浜田も大声でのツッコミを得意としていなかった。同時期にそれぞれ解散して、永見が浜田の諭すようなツッコミが自分に合うと感じたため、永見から声をかけてコンビを結成した。
コンビ名はそれぞれ候補をいくつか持ち寄り、トーナメント戦をして決定した。「カベポスター」は永見が出した案であり、"ポス"と"スタ"の響きが好きなのでポスターという単語をコンビ名に入れたいと考え、ポスターの一番近くにある壁と組み合わせて作られた。
2022年に関西の賞レースであるytv漫才新人賞とABCお笑いグランプリで優勝する。
M-1グランプリ2022で初めて決勝に進出した。決勝では1番手でネタを披露し、8位となる。翌年のM-1グランプリ2023でも決勝に進出し、6位となった。

## 芸風
主に漫才を行い、ロジカルな構成を特徴とする。ネタの設定や流れは永見が考えており、その後ツッコミの部分などを浜田と相談して決めている。漫才のツカミとして、永見が「確かにお前の言う通り、～」と一言ネタを発する。
コントを演じることもあり、キングオブコント2024では準決勝に進出している。
また、永見は「世界で1人は言ってるかもしれない一言」というネタでR-1グランプリ2023の決勝に進出している。

## 出囃子
- SUPERCAR「cream soda」[23]

## 受賞歴
- 2020年 第5回上方漫才協会大賞 文芸部門賞[24]
- 2021年 第6回上方漫才協会大賞 新人賞[25]
- 2022年 第7回上方漫才協会大賞 文芸部門賞[26]
- 2022年 第11回ytv漫才新人賞 優勝[27]
- 2022年 第43回ABCお笑いグランプリ 優勝[28]
- 2023年 第58回上方漫才大賞 新人賞[29]
- 2025年 第10回 上方漫才協会大賞 文芸部門賞[30]

## 賞レースでの戦歴

### M-1グランプリ
| 年度（回）       | 結果       | エントリー No. | 会場                     | 日程     | 備考                                             |
| ---------------- | ---------- | -------------- | ------------------------ | -------- | ------------------------------------------------ |
| 2015年（第11回） | 3回戦進出  | 741            | 【大阪】よしもと漫才劇場 | 10月27日 |                                                  |
| 2016年（第12回） | 2回戦進出  | 1241           | 【大阪】大丸心斎橋劇場   | 10月4日  |                                                  |
| 2017年（第13回） | 3回戦進出  | 1730           | 【大阪】よしもと漫才劇場 | 10月24日 |                                                  |
| 2018年（第14回） | 3回戦進出  | 323            | 【京都】よしもと祇園花月 | 10月24日 |                                                  |
| 2019年（第15回） | 3回戦進出  | 147            | 【大阪】よしもと漫才劇場 | 10月30日 |                                                  |
| 2020年（第16回） | 準決勝進出 | 490            | 【東京】NEW PIER HALL    | 12月2日  | 敗者復活戦14位                                   |
| 2021年（第17回） | 準決勝進出 | 3026           | 【東京】NEW PIER HALL    | 12月2日  | 敗者復活戦15位                                   |
| 2022年（第18回） | 決勝8位    | 4491           | 【東京】テレビ朝日       | 12月18日 | 決勝キャッチフレーズ「草食系ロジカル」           |
| 2023年（第19回） | 決勝6位    | 3920           | 【東京】テレビ朝日       | 12月24日 | 決勝キャッチフレーズ「草食系ロジカルモンスター」 |
| 2024年（第20回） | 準決勝進出 | 355            | 【東京】NEW PIER HALL    | 12月5日  |                                                  |

### キングオブコント
| 年度   | 結果         | 会場           | 日程    | 備考   |
| ------ | ------------ | -------------- | ------- | ------ |
| 2015年 | 2回戦進出    | 大丸心斎橋劇場 | 8月13日 |        |
| 2016年 | 1回戦敗退    | 朝日劇場       | 7月12日 |        |
| 2017年 | 2回戦進出    | 大丸心斎橋劇場 | 8月10日 |        |
| 2018年 | 準々決勝進出 |                |         |        |
| 2019年 | 準々決勝進出 |                |         |        |
| 2020年 | 不出場       | 不出場         | 不出場  | 不出場 |
| 2021年 | 2回戦進出    | 朝日生命ホール | 7月27日 |        |
| 2022年 | 準々決勝進出 |                |         |        |
| 2023年 | 不出場       | 不出場         | 不出場  | 不出場 |
| 2024年 | 準決勝進出   |                |         |        |
| 2025年 | 不出場       | 不出場         | 不出場  | 不出場 |

### ABCお笑いグランプリ
決勝キャッチフレーズは全て「草食系ロジカル漫才」。
| 年度（回）       | 結果     | 備考                               |
| ---------------- | -------- | ---------------------------------- |
| 2019年（第40回） | 準優勝   |                                    |
| 2020年（第41回） | 決勝進出 |                                    |
| 2021年（第42回） | 準優勝   | ファイナルステージではコントを披露 |
| 2022年（第43回） | 優勝     |                                    |

### ytv漫才新人賞
| 回（年）              | 結果       | 備考                   |
| --------------------- | ---------- | ---------------------- |
| 第9回（2019-2020年）  | 決定戦5位  | ROUND2 2位通過         |
| 第10回（2020-2021年） | 選考会敗退 | ROUND1 9位、ROUND2 6位 |
| 第11回（2021-2022年） | 優勝       | ROUND1 2位通過         |

ダブルインパクト〜漫才&コント 二刀流No.1決定戦〜
| 年度   | 結果       | 備考 |
| ------ | ---------- | ---- |
| 2025年 | 準決勝進出 |      |

### その他
- 2020年 R-1ぐらんぷり 準決勝進出（永見）
- 2020年 第7回NHK新人お笑い大賞 本選進出[43]
- 2021年 R-1グランプリ 準決勝進出（永見）
- 2021年 第56回上方漫才大賞新人賞ノミネート
- 2021年 第51回NHK上方漫才コンテスト 決勝進出
- 2022年 第57回上方漫才大賞新人賞ノミネート
- 2022年 第52回NHK上方漫才コンテスト 決勝進出
- 2023年 R-1グランプリ 決勝6位（永見）
- 2023年 第58回上方漫才大賞 新人賞

## 出演

### テレビ
現在の出演番組
- おはよう朝日です（朝日放送テレビ、2023年4月 - ） - 木曜隔週レギュラー
- うまんちゅ（関西テレビ、2023年 - ） - レギュラー ※過去に浜田のみ出演していたが2023年からはコンビとしてレギュラー出演。2025年3月29日で永見が卒業し、2025年4月から再び浜田のみの出演となる。
- 馬るごと大好き♡ポスター牧場（KBS京都、2023年1月13日 - ） - 浜田のみ、ハマヤンブラウン 役（声の出演）[44]
- せやねん!（毎日放送、2023年5月 - ） - 第2部の隔週レギュラー
- 探偵!ナイトスクープ（朝日放送テレビ、2023年5月12日 - ） - 永見のみ
- ワチャラチャ忍忍（サンテレビ、2023年7月4日 - ）[45]
- うま活（関西テレビ、2025年3月30日 - ）- 浜田∶幹事、永見∶うま活仲間[46]

過去の出演番組
- カベポスターの推し活応援バラエティ あなたより○○のこと知ってます!（関西テレビ、2023年3月5日・12日）[47]
- おもロジカルなこどもバラエティ かべ・ぽ・すたぁ（読売テレビ、2023年3月18日）[48]
- ちょいバラ「灯る時間」（朝日放送テレビ、2024年9月1日 - 9月29日・11月30日） - MC

### ラジオ
現在の出演番組
- カベポスターのMBSヤングタウン（MBSラジオ、2023年10月2日 - ）

過去の出演番組
- 貼らせてカベポスター（ABCラジオ、2019年9月7日[注 4]・11月9日・2020年3月28日・4月22日・2021年8月4日・2022年12月31日・2024年1月2日） - 初の冠ラジオ番組。
- ウラのウラまで浦川です（ABCラジオ、2020年10月7日 - 2024年3月20日） - 浜田のみ（隔週水曜日）
- MBSヤングタウンNEXT→カベポスターのMBSヤングタウンNEXT（MBSラジオ、2021年12月2日 - 2022年10月6日）- 初の冠レギュラーラジオ番組。
- 夕凪カベポスター（MBSラジオ、2022年11月3日 - 2023年3月30日《2022年度ナイターオフ・毎週木曜日》、2023年4月16日 - 2023年9月10日《2023年度ナイターイン・月1回日曜日》） - 9月10日放送の最終回にて、「カベポスターのMBSヤングタウン」の開始を発表。
- OBCグッドアフタヌーン!和田麻実子のみみよりだんご（ラジオ大阪、2022年4月5日 - 2025年3月25日）

### ネット
現在の出演番組
- メラメラNMB48（FANY Online Ticket、2023年4月13日 - ） - MC

## 単独ライブ
- 「綺麗な放物線を描くカベポスター」（2019年5月18日、よしもと漫才劇場）
- 「針振れ方位」（2020年2月8日、よしもと漫才劇場）
- 「透き通ウォール」（2020年6月29日、よしもと漫才劇場 / ※新型コロナウイルスの影響によりオンライン配信）
- 「日に日に羊飼い」（2021年1月29日、よしもと漫才劇場）
- 「目覚ましい起床ぶり」（2022年4月28日、よしもと漫才劇場）
- 「核心に迫りりす」（2022年9月30日、よしもと漫才劇場）
- 「空飛び木突っつき」（2023年10月1日、なんばグランド花月）